# Isérables
Isérables is een dorp in Zwitserland. Het ligt in de bergen boven het Rhônedal, het kanton waar Isérables in ligt is Wallis. Isérables ligt steil op de helling, vanuit het Rhônedal is het duidelijk te zien. Dat komt vooral door de ligging 600 m hoger op de helling van een zijdal van het Rhônedal. Het ligt tussen de boomgaarden.
Isérables heeft nog zijn oude karakter van een bergdorp. Dat komt doordat door dit hoogteverschil Isérables altijd moeilijk te bereiken is geweest. Alle last moest omhoog worden gedragen. Pas in de jaren 70 werd er een weg vanuit het dal aangelegd naar Isérables.
In 1942 werd een teleferique naar Isérables gebouwd. Deze teleferique komt vanuit Riddes in het Rhônedal omhoog. In 2009 werden de beide gondels van deze lift vervangen door nieuwe. Omdat er in Isérables geen mogelijkheid tot skiën is, zijn er daar ook geen accomadaties voor. De omliggende bergen liggen in het skigebied van Verbier, Les 4 Vallées. Iets meer dan 700 m hoger stroomt door het bos de Bisse de Saxon.
Bovernier · Fully · Isérables · Leytron · Martigny · Martigny-Combe · Riddes · Saillon · Saxon · Trient
- Gemeinsame Normdatei: 4096325-1
- Historisch woordenboek van Zwitserland: 002730
- Virtual International Authority File: 235504102